# 啟明市場
啟明市場，全名啟明公有零售市場，俗名舊菜市，前身為媽宮市場、馬公市場，創建於日治時期明治37年（1904年），位於台灣澎湖縣馬公市啟明里，房屋產權隸屬馬公市公所。全澎湖第一座現代化的室內市場，現已荒廢。

## 沿革
關於澎湖市集文獻記載最早出現於清領時期媽宮街，此處鄰近媽宮港，為清代軍隊駐紮地，人口集中，便形成商業往來的中樞，約莫於乾隆朝發展出「七街一市 」，光緒朝已發展成「十街二市 」的規模，其中的市集皆坐落澎湖天后宮的廟埕，但皆為露天市場的型態，日落便即散去，並無正式的管理組織。 :35-41

### 日治時期

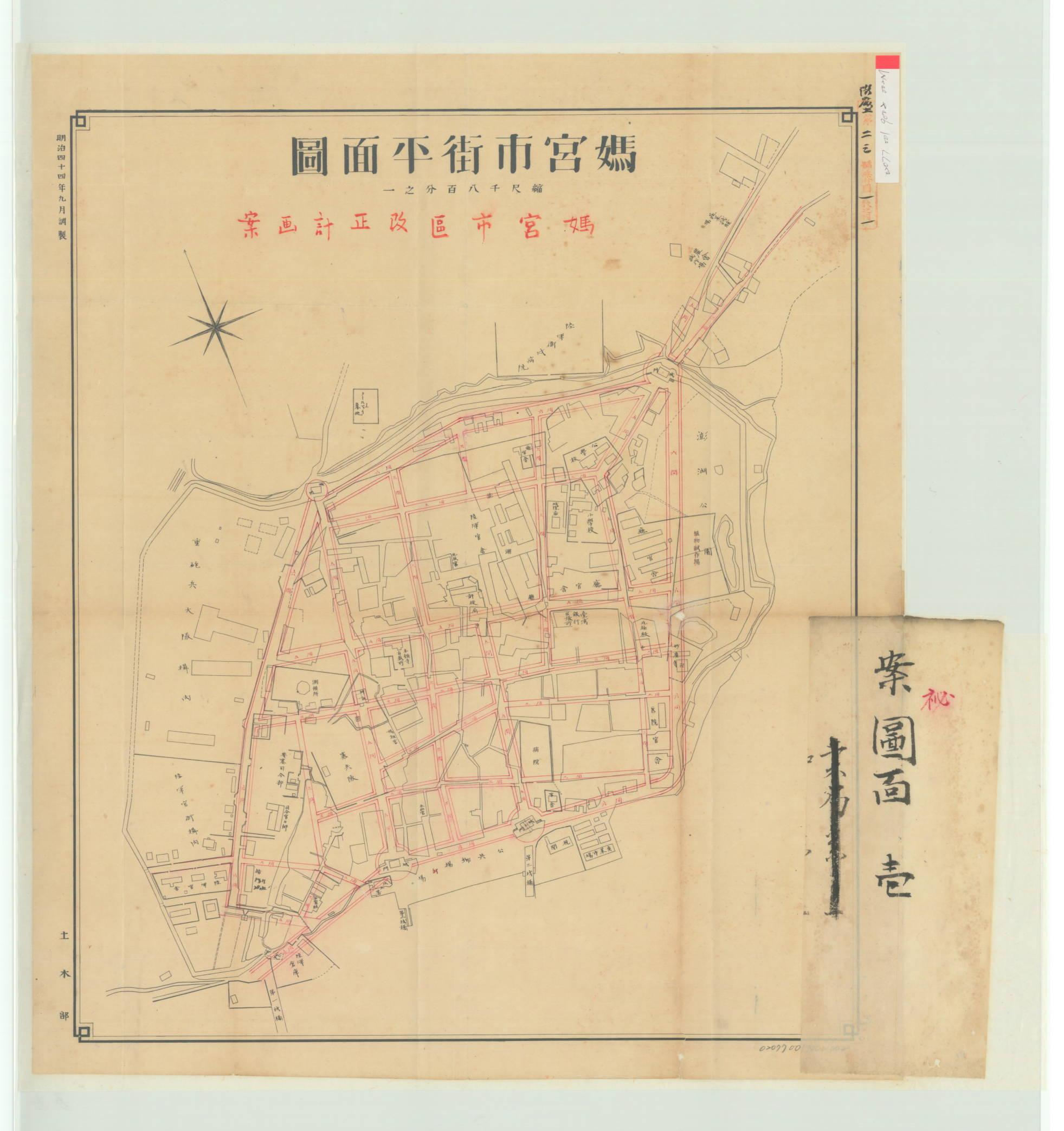
大正元年（1912年8月1日），澎湖廳測繪的媽宮市區改正計畫圖面，可見媽宮市場擇址第三棧橋附近，即原媽宮城南門一帶，且鄰近稅關。

公元1895年（清光緒廿八年、明治21年），因清日雙方簽署〈馬關條約〉，日本帝國成為台灣以及澎湖群島的統治者 ，日本的海軍以及陸軍皆在澎湖設立軍事據點，大量外地軍兵因此移駐澎湖。:128官方鑒於當地缺乏民生所需的消費場所，遂在明治37年（1904年）媽宮東甲的現址設立「媽宮市場」，與媽宮港的稅關（時稱「安平稅關澎湖出張所」）接壤，因當時媽宮城尚未拆除，媽宮市場的場址緊鄰牆垣，船隻貨運裝卸作業十分不便。
明治40年（1907年），澎湖廳為增加港區和市區連結的便利性，將媽宮城的南側、東側等面海的城牆段拆除，拆卸的磚石則用以填海造港（媽宮港），另一方面則在原媽宮城區進行全新的都市規劃，於大正元年（1912年）頒布「媽宮市街改正設計圖」:82-83，媽宮市場被劃歸至媽宮街築地町，市場北側銜接「海岸通り」（約今中山路）。
大正六年（1917年）5月19日，日本政府在媽宮市場北側，臨「海岸通り」路段開鑿「市場井」，於翌年4月15日落成，共計249日，花費5010日圓，一小時可出水19石。現已封閉。
大正九年（1920年）間，台灣總督府的第八任台灣總督田健治郎（任期：1919－1923）推動行政區域改制，「媽宮」被易名「馬公」:98-100，媽宮市場隨之更名為「馬公市場」，直至1945年日治時期結束，戰後改名為「馬公鎮（市）啟明公有市場」，沿用迄今。
昭和15年（1940年）4月，今「馬公第一漁港」順利於竣工，馬公市場周遭增添海埔新生地，營業便利性更是有所裨益。:184-185

### 中華民國時期
1945年二戰結束:10-15，馬公市場改名啟明市場。民國五十至六十年代（約1960年至1980年之間），當時國民政府派駐大量軍兵駐防澎湖，啟明市場不僅是軍人消費的首選場所，來自澎湖郊外各地的居民也會來啟明市場採買南北雜貨、蔬菜、水果等民生物品，時常每日一大早便已人潮鼎沸，一度是全澎湖最熱鬧的地區。

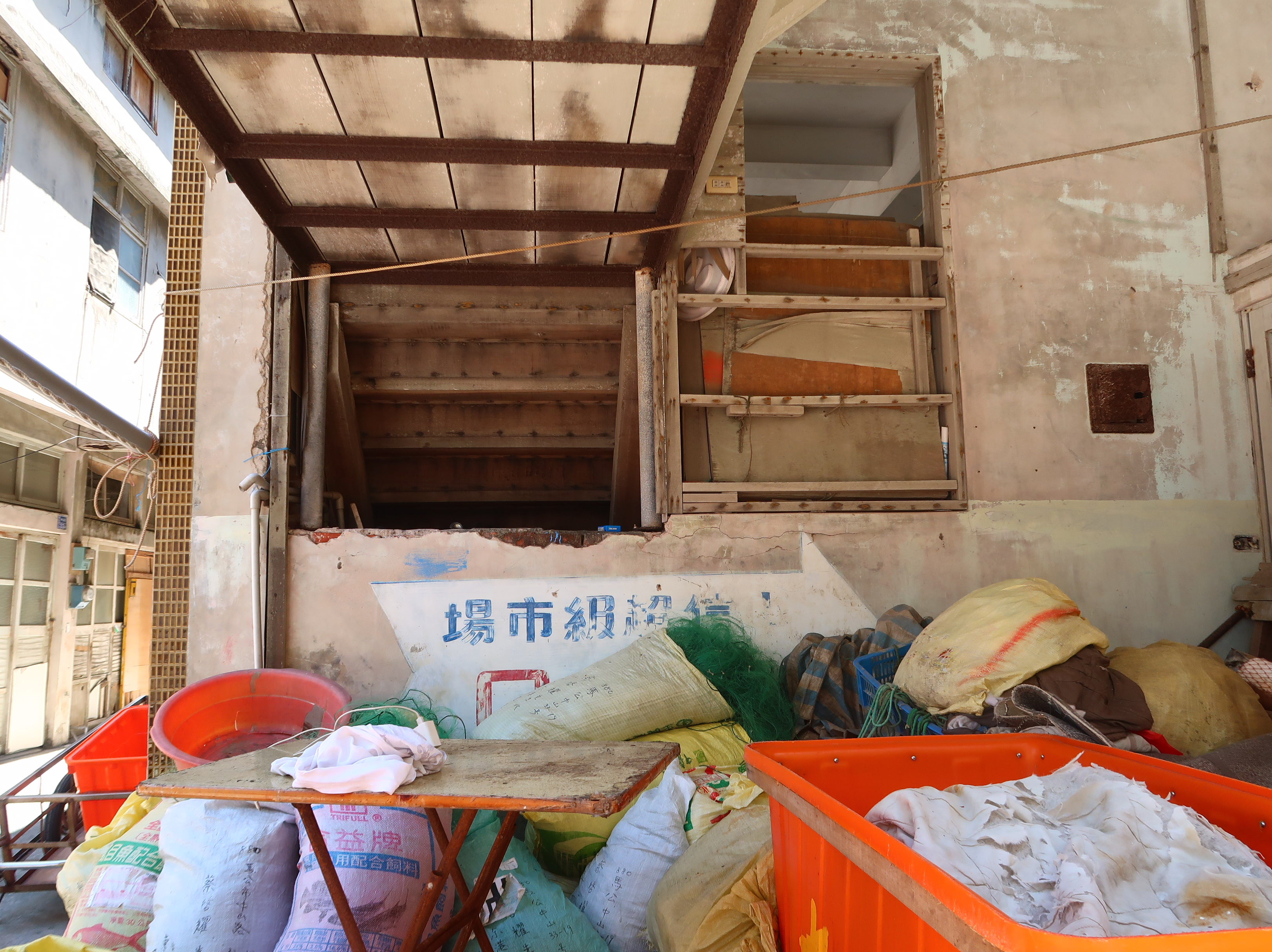
舊中信超級市場標示

啟明市場外觀格局延續日治時期，但民國57年（1968年）間，木造的啟明市場發生火災，所幸火勢快速被撲滅，僅有甲棟、乙棟約莫四、五間店鋪被燒毀，其餘棟尚保存安好，甲、乙棟只得重新改建。民國62年（1973年），丙、丁棟被拆除，其餘空間則新建成鋼筋混凝土的兩層樓含一層地下室的建築，即為現貌。新建的啟明市場地下室被一間雜貨店租用，即「中信超級市場」，亦是全澎湖第一間超級市場；而二樓曾出租予「海神西餐廳」，當年甚至提供現場民歌點播服務。
嗣後，馬公市區陸續有重光市場、建國市場、文康市場以及北辰市場闢建，民生消費重心逐漸北移，啟明里亦逢人口外遷，復因馬公第二漁港、馬公第三漁港鑿建的緣故，原倚靠馬公第一漁港的啟明市場不再是漁獲批發的唯一集散地，約在民國七十年代（約1980年代）後，啟明市場漸趨沒落，在民國78年（1989年）七月間市場廢止使用，後至民國85年（1996年）僅存三、五間商店承租，迄今皆已歇業，或轉為住戶。

## 產權問題

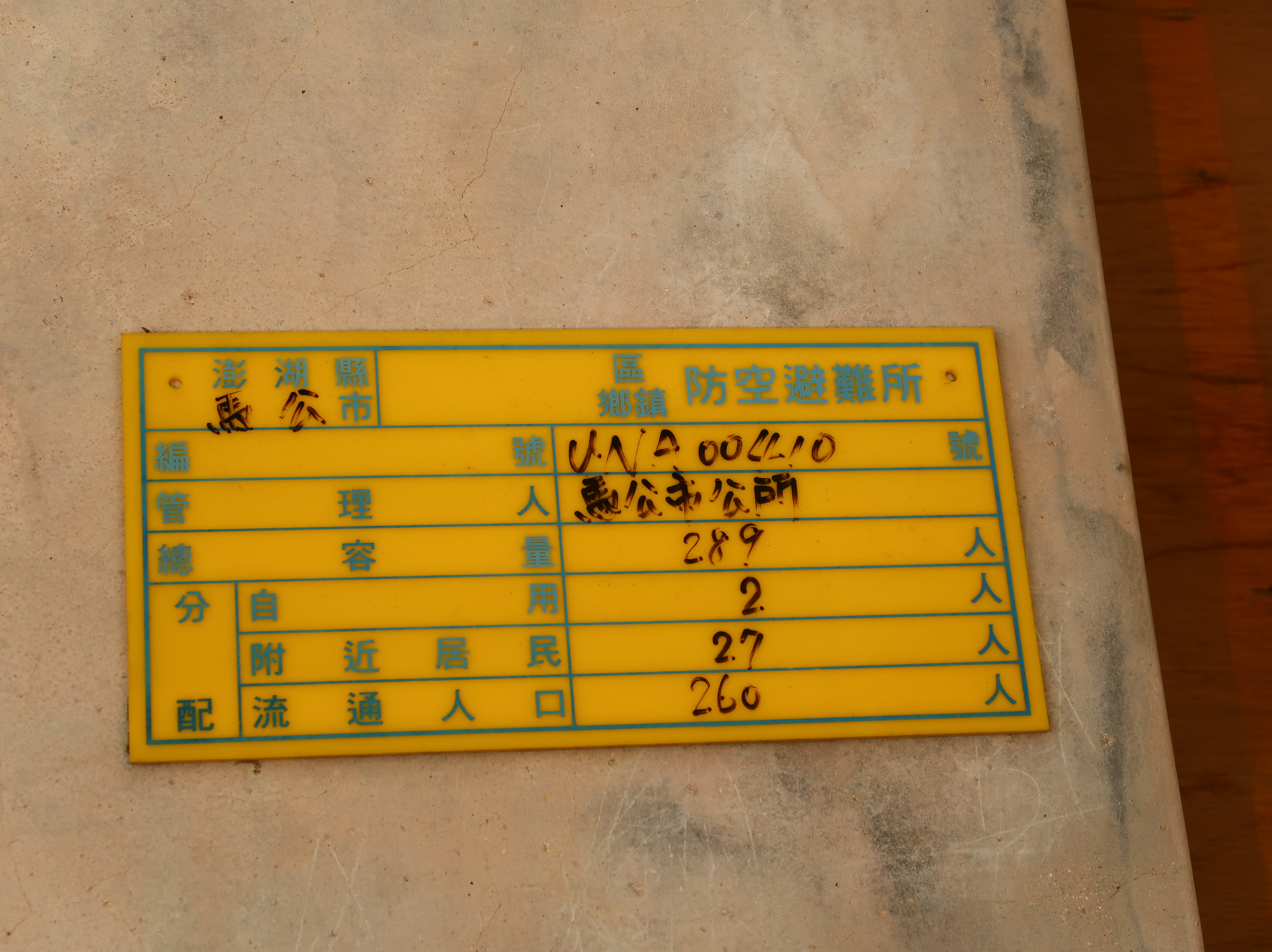
馬公市公所於啟明市場放置的管理牌。

啟明市場位在馬公港市區地帶，具備商業開發價值，馬公市公所原訂民國80年（1991年）間，舊承租戶租期屆滿，擬轉售攤鋪位予原承租戶，但因〈台灣省零售市場管理規則〉有「不得讓售」的明文規定，但此之前，承租戶私底下早有轉賣、讓渡、出租等行為，積習已深，牽涉人數者眾，亦有繼承情事，造成後續在產權整合有實務上的難度。啟明市場業因建物老舊，承租戶無有產權的緣故，無法自費修建，建築物外貌更是日益破敗。此外，啟明市場也涉有土地產權問題，以土地面積而言，59%為澎湖縣政府持有，36%屬財政部國有財產署，馬公市公所雖僅佔5%，但其地上房屋的產權卻登記在馬公市公所名下。
近年來，澎湖縣政府與馬公市公所皆有針對啟明市場進行「都市更新」的計畫，但囿於法規限制以及複雜的產權結構，窒礙難行，延宕迄今。

## 格局
現今啟明市場為地上兩層樓、地下室一層樓的鋼筋混凝土建築。早期日治時期，原媽宮市場在初建之時，占地面積580.3坪，建物面積則為323.7坪，乃木造建築，其外貌尚收錄於《澎湖島大觀》之中，早期市場購物區依照方位分作四個部分：
| 方位 | 分區               | 品項                   | 品項             |
| ---- | ------------------ | ---------------------- | ---------------- |
| 東側 | 日本人購物區       | 日本人購物區           | 日本人購物區     |
| 南側 | 本地人購物區       | 雞、鴨、魚、豬、牛肉攤 | 麵攤             |
| 西側 | 本地人購物區       | 蔬菜拍賣場             | 麵攤             |
| 北側 | 泥土路（海岸通り） | 放置四座消毒水池       | 放置四座消毒水池 |

| 北側：海岸通り（泥土路） | 北側：海岸通り（泥土路） | 北側：海岸通り（泥土路） | 北側：海岸通り（泥土路） | 北側：海岸通り（泥土路） | 北側：海岸通り（泥土路） | 北側：海岸通り（泥土路） | 北側：海岸通り（泥土路） |
| ------------------------ | ------------------------ | ------------------------ | ------------------------ | ------------------------ | ------------------------ | ------------------------ | ------------------------ |
| 八角亭                   | 西式倉庫                 | （戊棟）                 | （丁棟）                 | （丙棟）                 | （乙棟）                 | （甲棟）                 | 垃圾場                   |
| 八角亭                   | 西式倉庫                 | 拍賣事務所               | 管理員室                 | 攤位                     | 攤位                     | 攤位                     | 東側：泥土路             |
| 西側：稅關               |                          | 拍賣事務所               | 管理員室                 | 攤位                     | 攤位                     | 攤位                     | 東側：泥土路             |
| 蔬菜拍賣場               |                          |                          |                          | 攤位                     | 攤位                     | 攤位                     | 東側：泥土路             |
| 麵攤                     | 攤位                     |                          |                          | 攤位                     | 攤位                     | 攤位                     | 東側：泥土路             |
| 肉攤                     | 肉攤                     | 肉攤                     | 肉攤                     | 肉攤                     |                          |                          | 東側：泥土路             |
| 南側：海邊               |                          |                          |                          |                          |                          |                          |                          |

### 攤位
根據高啟進〈馬公啟明市場興衰記〉一文，曾進駐啟明市場攤位數如下：
| 年代                                                     | 菜販 | 青果 | 魚販 | 鳥獸肉 | 飲食店 | 南北雜貨 | 魚粿 | 其他 | 合計 |
| -------------------------------------------------------- | ---- | ---- | ---- | ------ | ------ | -------- | ---- | ---- | ---- |
| 日治時期                                                 | 9    | －   | 25   | 8      | 2      | 6        | 4    | －   | 54   |
| 戰後初期                                                 | 12   | 3    | 21   | 13     | 4      | 12       | －   | 2    | 64   |
| 註：此為民國62年（1973年）之前，初代木造市場的攤位配置。 |      |      |      |        |        |          |      |      |      |

## 圖輯

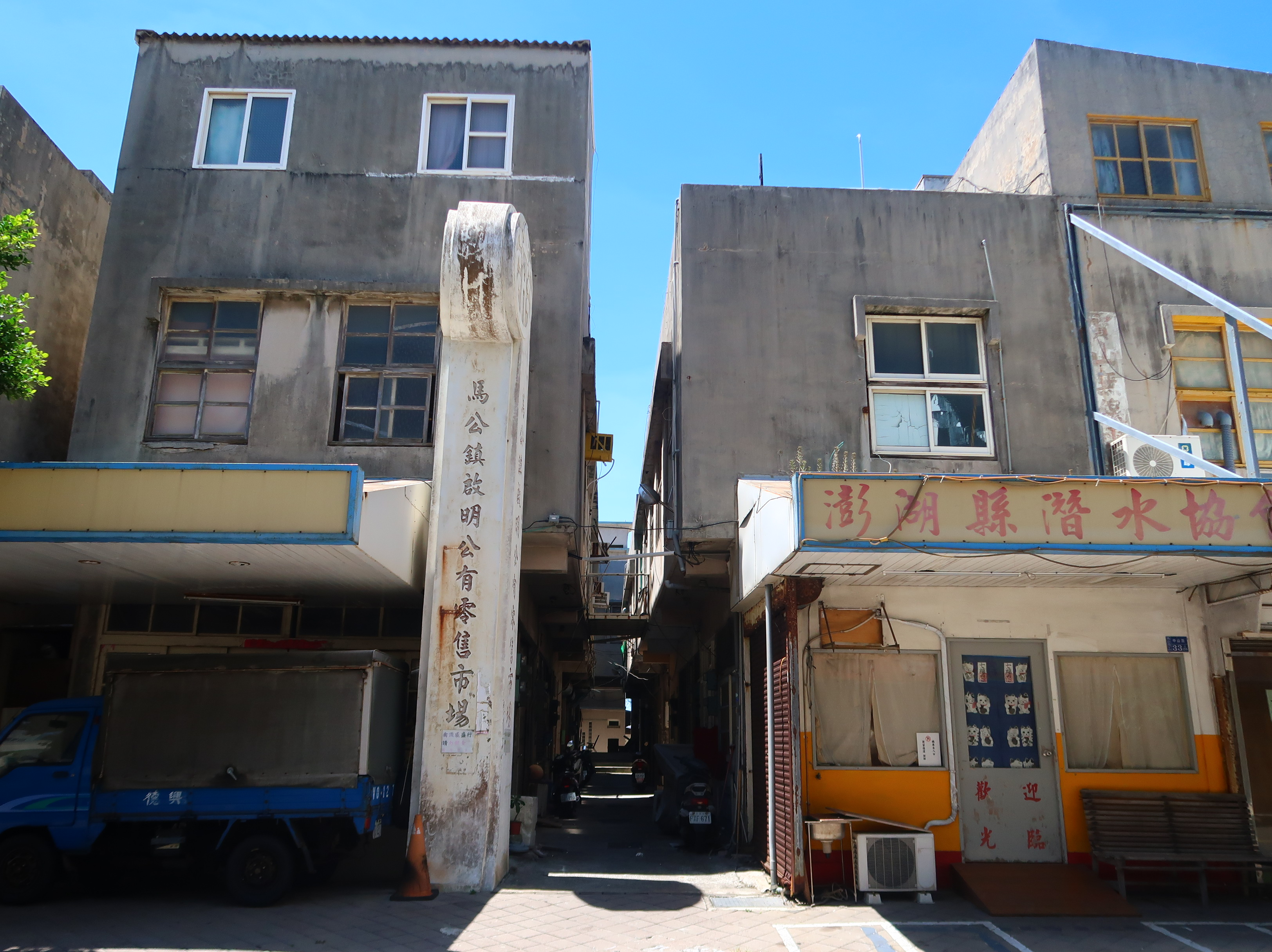
中山路入口
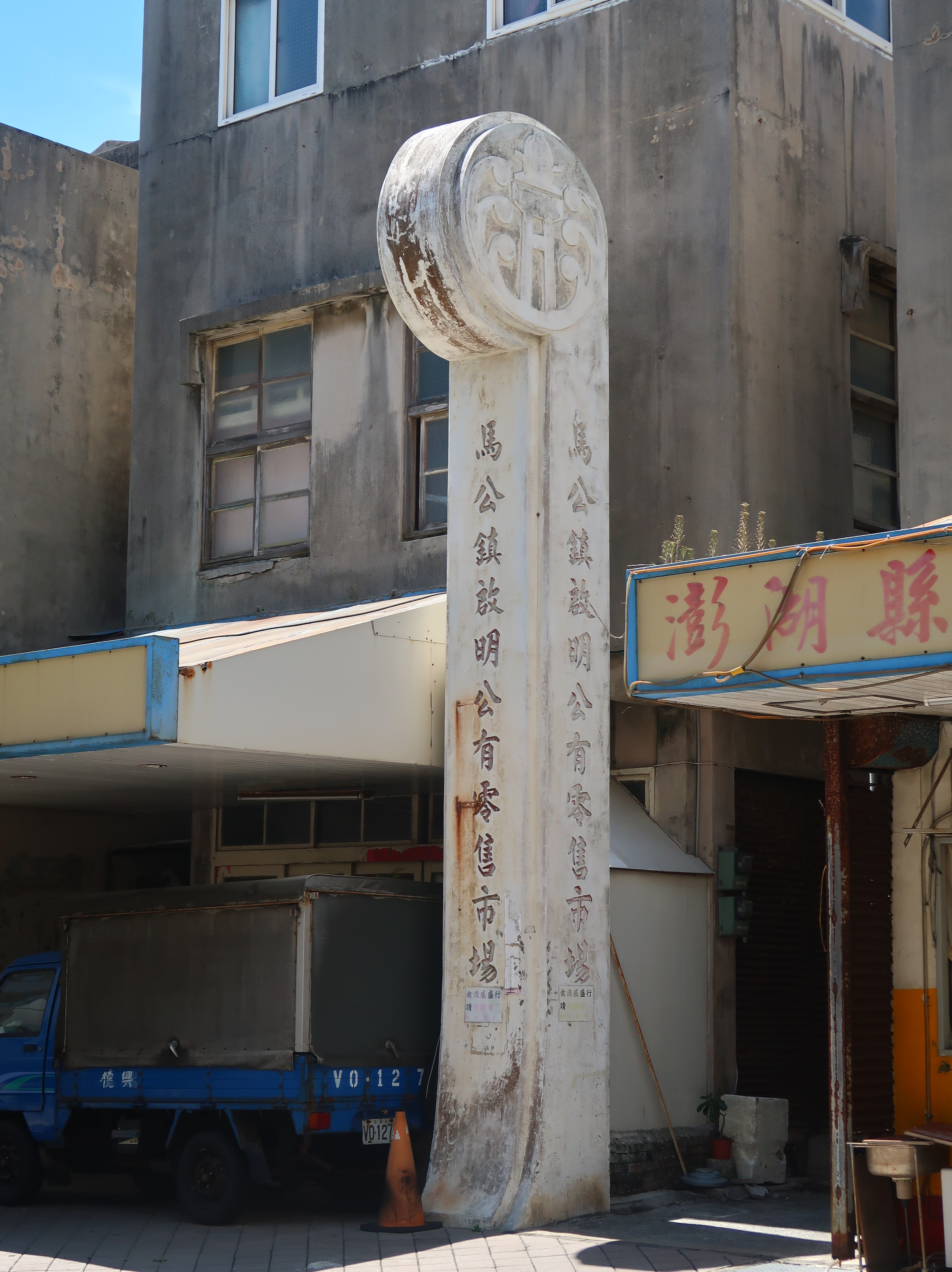
謝界和落款標誌
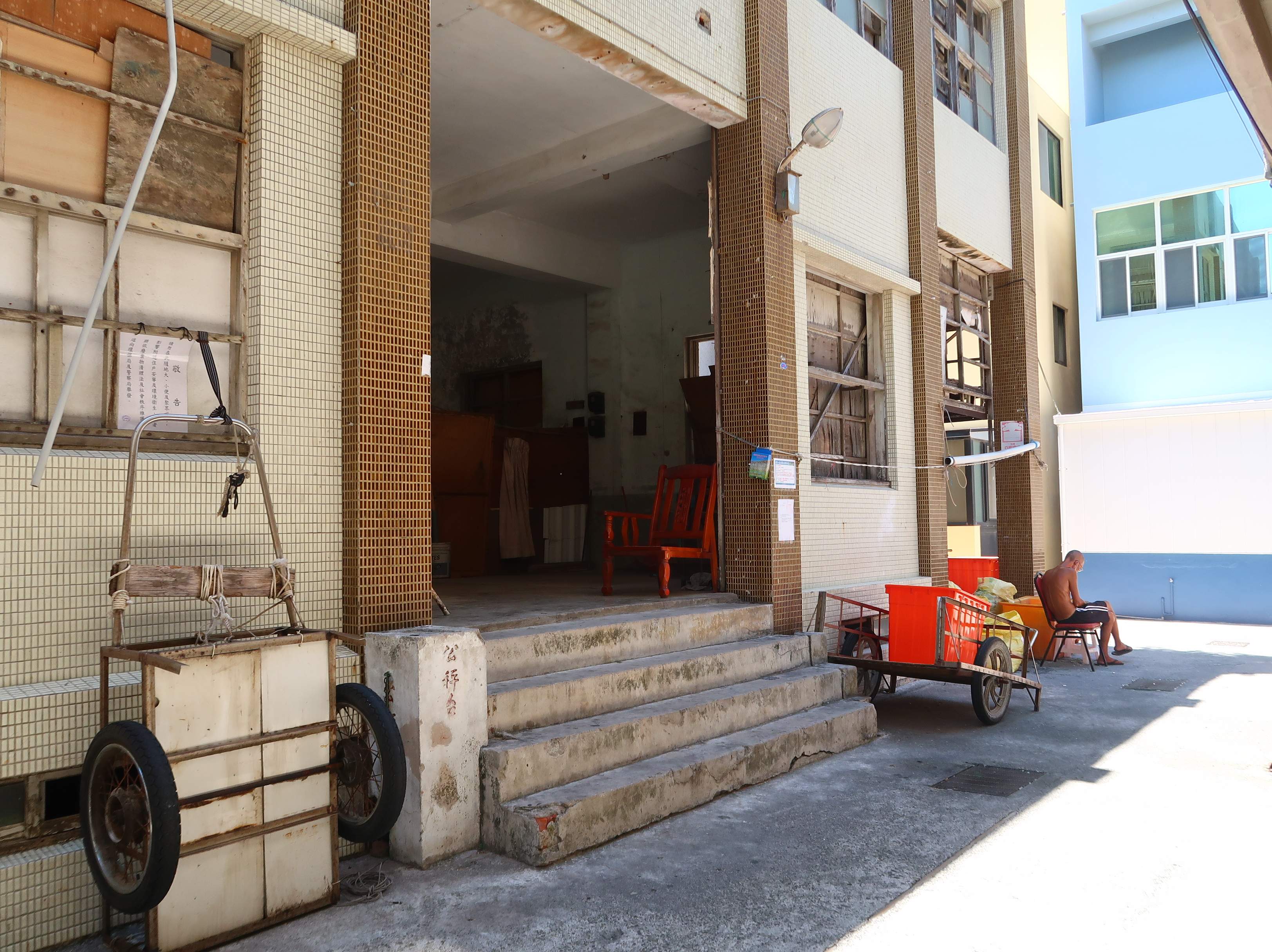
市場西隅
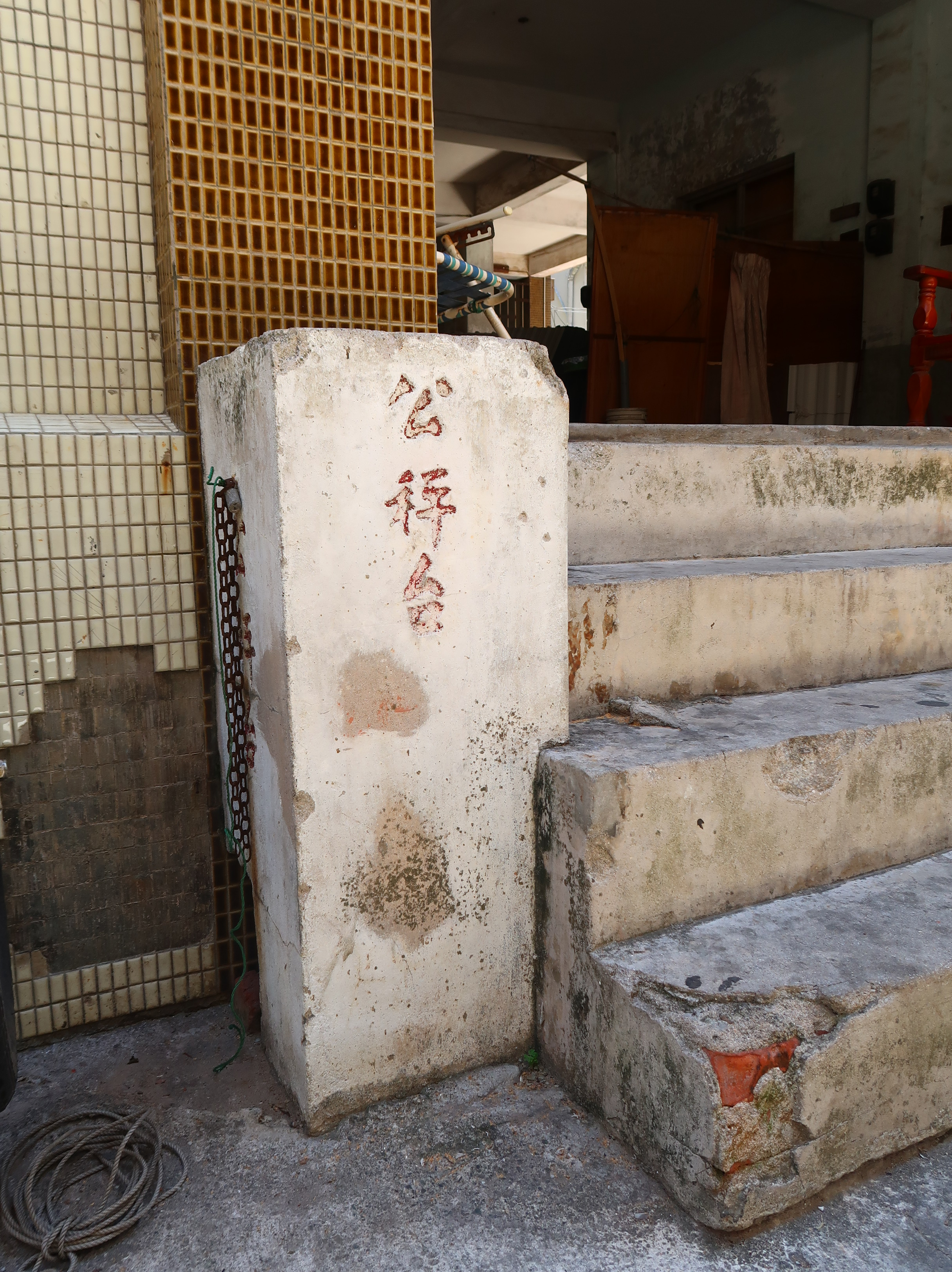
公秤台
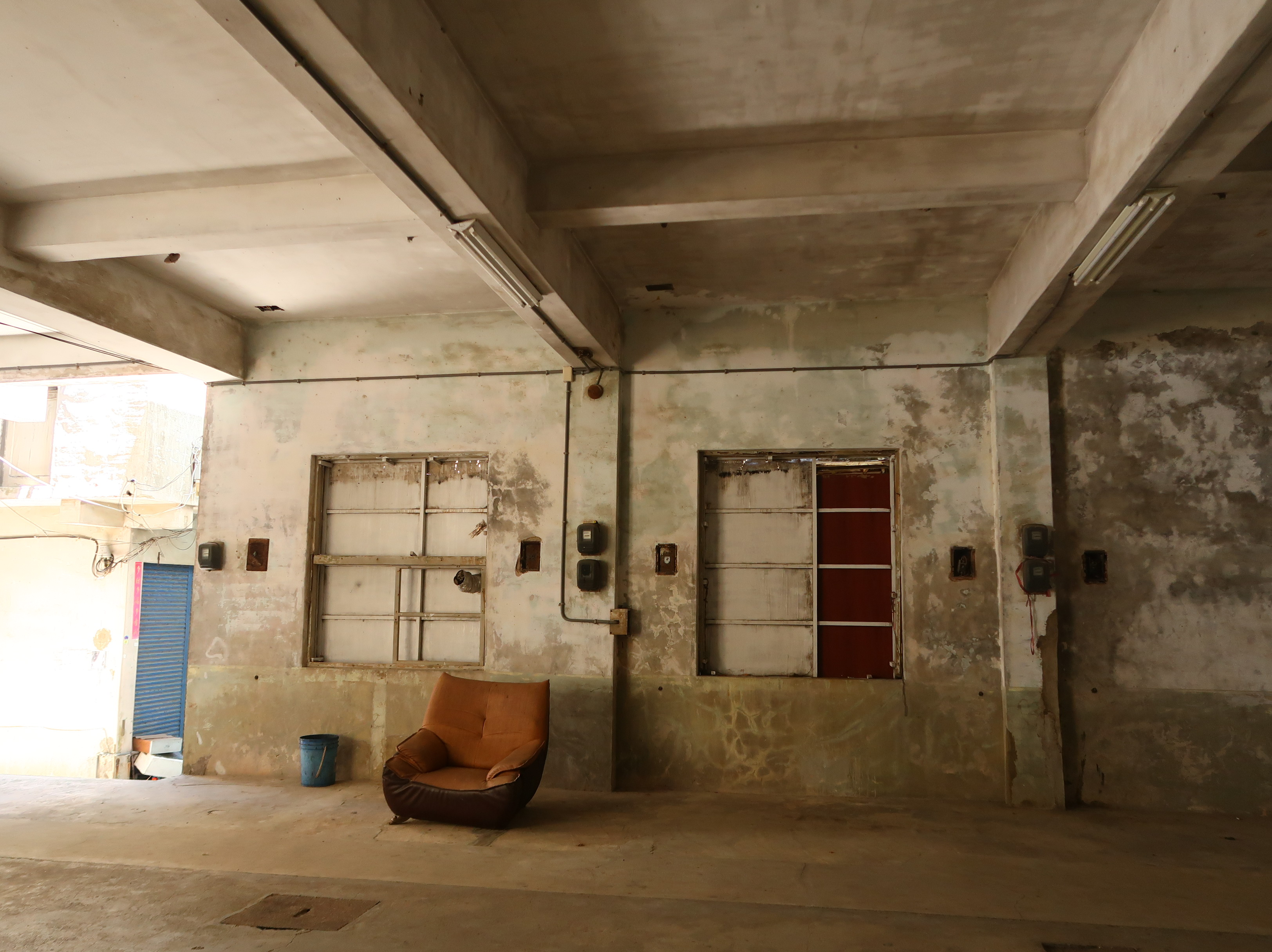
內部空間
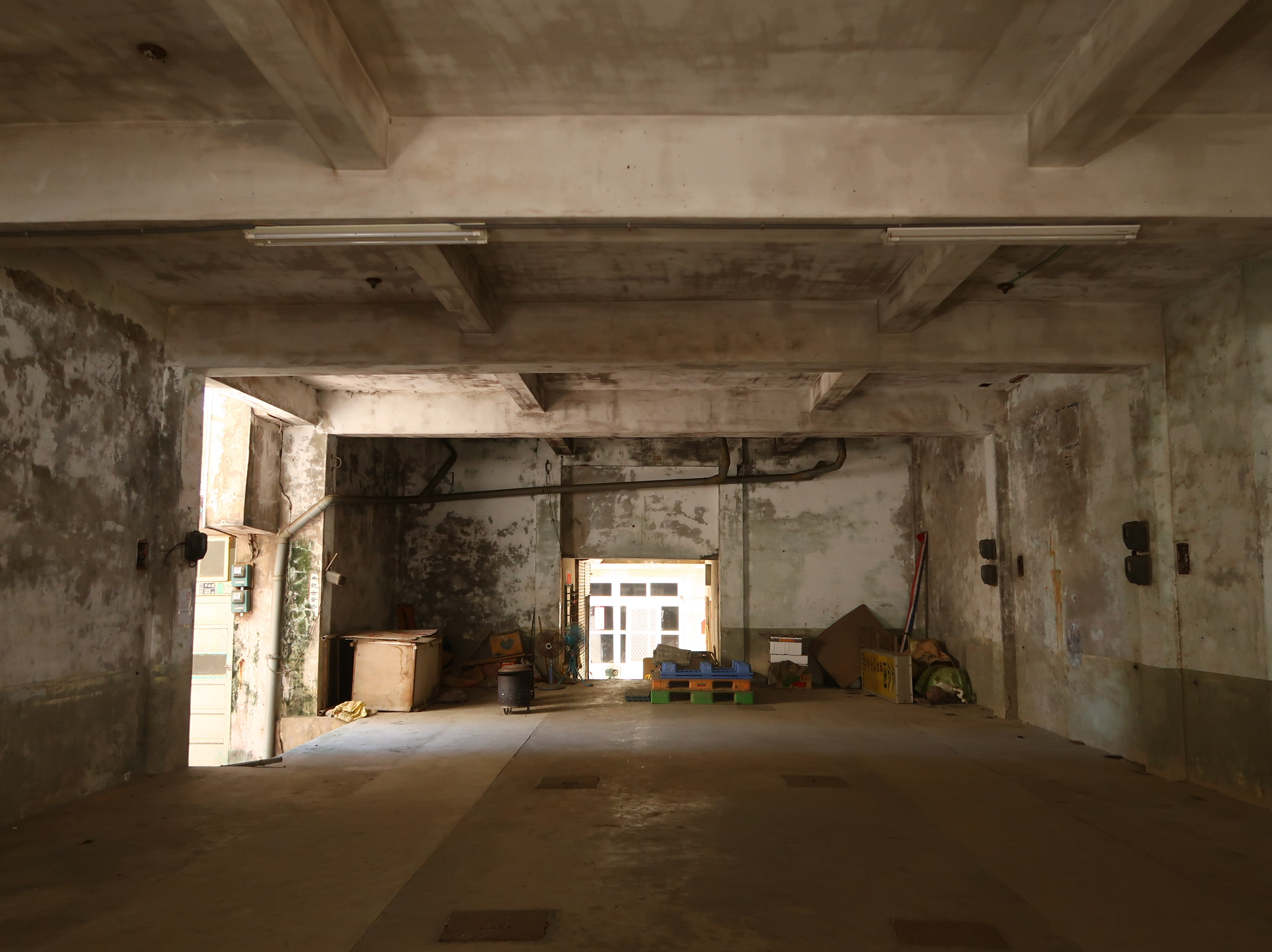
一樓空間
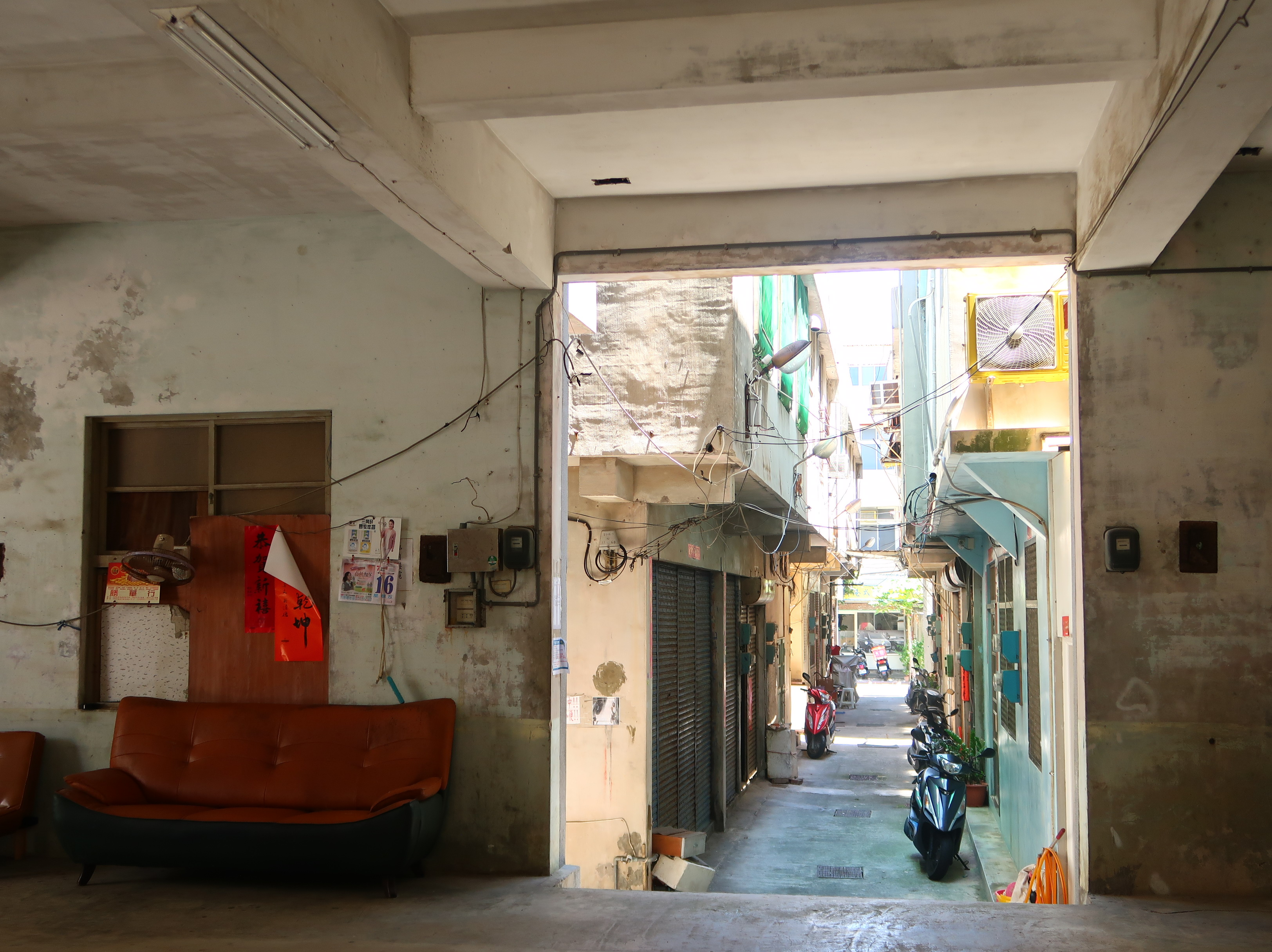
市場接壤住宅